# 靈渡寺
靈渡寺，位於香港新界元朗區靈渡山下。 靈渡寺建成於公元五世紀上半葉，至今已有約一千六百年歷史。靈渡寺曾被多次改名，是香港的三大古剎之一 。